# Ninh Xuân, Hoa Lư
Ninh Xuân là một xã thuộc huyện Hoa Lư, tỉnh Ninh Bình, Việt Nam.

## Địa lý
Xã Ninh Xuân cách trung tâm thành phố Ninh Bình là 4,5 km, có vị trí địa lý:
- Phía đông giáp thành phố Ninh Bình
- Phía tây giáp xã Ninh Hải
- Phía nam giáp xã Ninh Hải và xã Ninh Thắng
- Phía bắc giáp xã Ninh Hoà và xã Trường Yên.

Xã Ninh Xuân có diện tích là 9,75 km², dân số năm 2023 là 4.826 người, mật độ dân số đạt 494 người/km².
Quần thể danh thắng Tràng An thuộc một phần diện tích của xã.

## Hành chính
Xã Ninh Xuân được chia thành 4 thôn: Khê Hạ, Khê Thượng, Xuân Áng Ngoại, Xuân Áng Nội.

## Lịch sử
Ngày 27 tháng 12 năm 1975, Quốc hội ban hành Nghị quyết về việc thành lập tỉnh Hà Nam Ninh trên cơ sở tỉnh Ninh Bình và tỉnh Nam Hà. Khi đó, xã Ninh Xuân thuộc huyện Gia Khánh, tỉnh Hà Nam Ninh.
Ngày 27 tháng 4 năm 1977, Hội đồng Chính phủ ban hành Quyết định số 125-CP về việc thành lập huyện Hoa Lư trên cơ sở hợp nhất huyện Gia Khánh và thị xã Ninh Bình. Khi đó, xã Ninh Xuân thuộc huyện Hoa Lư mới thành lập.
Ngày 26 tháng 12 năm 1991, Quốc hội ban hành Nghị quyết về việc chia tỉnh Hà Nam Ninh thành tỉnh Nam Hà và tỉnh Ninh Bình. Khi đó, xã Ninh Xuân thuộc huyện Hoa Lư, tỉnh Ninh Bình.

## Văn hóa
Khu công viên văn hóa Tràng An được quy hoạch với diện tích trên 288 ha thuộc phường Ninh Khánh, Tân Thành, xã Ninh Nhất thuộc thành phố Ninh Bình và xã Ninh Xuân thuộc huyện Hoa Lư. Công viên văn hóa Tràng An được xây dựng gồm nhiều phân khu chức năng như khu quản lý điều hành, khu cây xanh công viên, khu dịch vụ, khách sạn,...
Xã Ninh Xuân có Đại lộ Tràng An (đường nối thành phố Ninh Bình – chùa Bái Đính – Vườn quốc gia Cúc Phương) đi qua.

### Di tích
Ninh Xuân là xã trong phạm vi ranh giới Quần thể danh thắng Tràng An – Tam Cốc – Bích Động đã được Chính phủ Việt Nam xếp hạng di tích quốc gia đặc biệt quan trọng và được UNESCO công nhận là di sản thế giới hỗn hợp năm 2014.
Ninh Xuân là xã thuộc không gian văn hóa Hoa Lư tứ trấn nên có nhiều di tích thuộc quần thể di tích Cố đô Hoa Lư và những phong tục văn hóa lâu đời. Tính đến năm 2010, Ninh Xuân có 1 di tích cấp quốc gia là chùa Bàn Long cùng nhiều đền thờ các vị tướng lĩnh, thần thánh thời Đinh Lê. Chùa Bàn Long là một chùa cổ có từ thời Đinh, thuộc quần thể di tích cố đô Hoa Lư. Chùa được xây dựng theo kiểu dựa vào hang động đá núi, nằm ở ngay bến thuyền vào khu du lịch Tràng An.